# سنگ‌نوشته داریوش یکم در نقش رستم

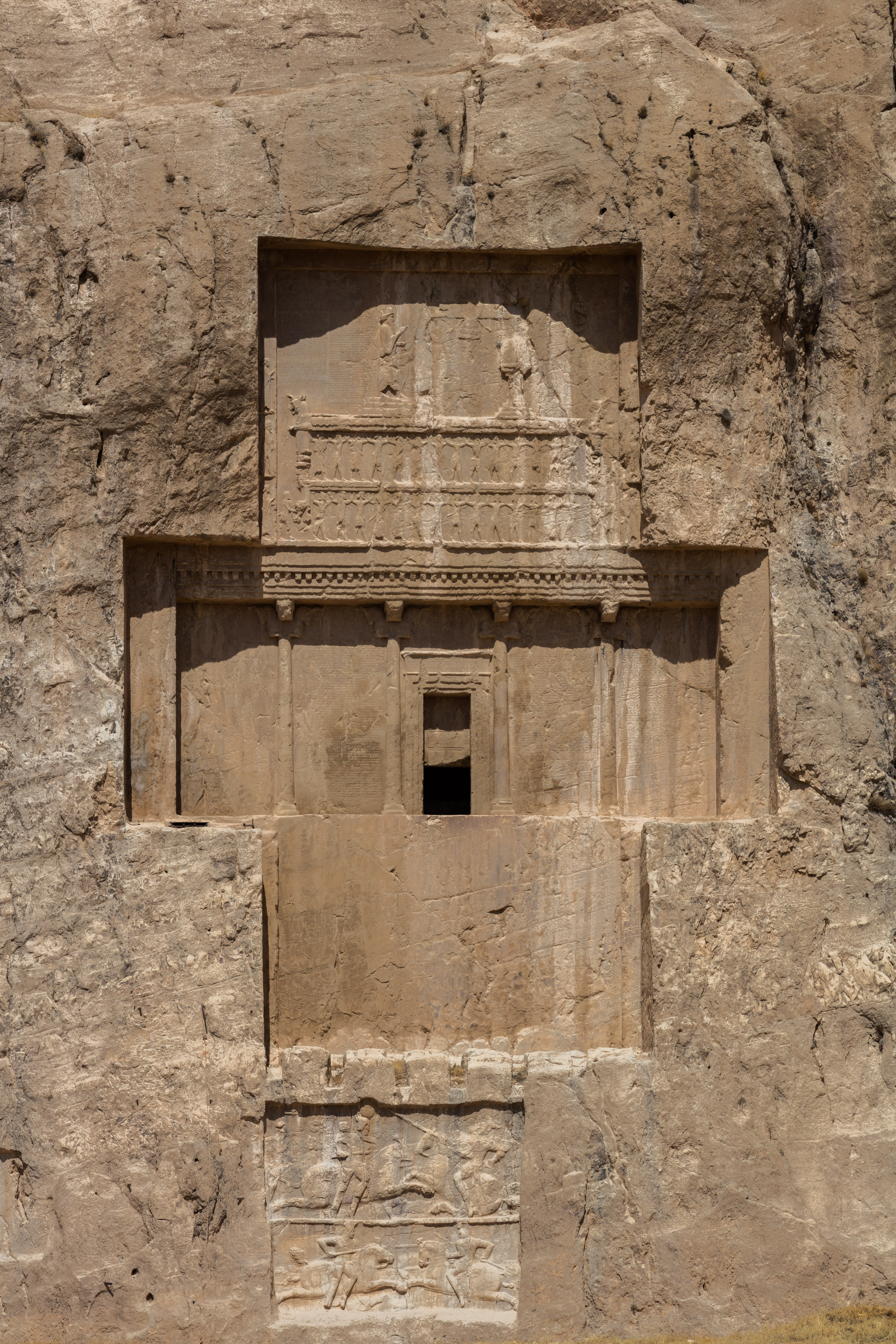

سنگ‌نوشته داریوش یکم در نقش رستم سنگ‌نوشته‌ای در آرامگاه داریوش یکم در نقش رستم است. داریوش در مقام فرمانروایی جهانی، در بالا و کنار دیوارهٔ بیرونی آرامگاه خود در نقش رستم با دو نوشتهٔ بزرگ که هریک به سه زبان فارسی باستان، ایلامی و اکدی نوشته شده، وصیتی معنوی از خود برجای گذاشته که در تاریخ خاورمیانه بی‌مانند است. نخستین نبشته در قسمت بالایی است و به DNa مشهور است و دومی بر کنار درگاه ورودی آرامگاه کنده شده و به‌نام DNb معروف می‌باشد. هردو نوشته جنبهٔ شاعرانه دارند و تجلی مؤثری از شخصیت و نبوغ داریوش هستند و خصوصیات وی را به نیکی روشن می‌سازند. او نبشته‌اش را به دو بخش تقسیم کرده است. یکی نبشته‌ای همگانی و بیطرفانه (DNa) و دیگری، نوشته‌ای شخصی (DNb).
در زیر متن ایلامی، سنگ‌نوشته‌ای بیست و پنج سطری به خط آرامی وجود دارد که ارنست هرتسفلد در سال ۱۹۲۳ آن را تشخیص داد ولی این نبشته بسیار آسیب دیده و نمی‌توان چیز زیادی از آن دریافت اما والتر هنینگ در سطر چهارم آن، نام سلوکوس را تشخیص داد، بنابراین می‌بایست پیشینهٔ این سنگ‌نوشته به ۳۱۲ تا ۳۰۵ پیش از میلاد یعنی نزدیک به دویست سال پس از ساخت آرامگاه، باشد.

## سنگ‌نوشته DNa
داریوش در سنگ‌نوشتهٔ DNa که دارای شش بند است؛ نخست، اهورامزدا را ستایش می‌کند و اعلام می‌دارد که قدرت و شاهی را اهورامزدا به وی بخشیده است، پس از آن خود را معرفی می‌کند، سرزمین‌های فرمانروایی‌اش را نام می‌برد و تأکید می‌کند که چون اهورامزدا این سرزمین را آشفته دید، شاهی به آن ارزانی داشت، آنگاه در بند پایانی از دیگران می‌خواهد که از فرمان اهورامزدا پیروی کنند و شورش نکنند!
آشکار است که نه تنها وفاداری به شاه و حمایت از او خواست اهورامزدا معرفی می‌شود، بلکه همهٔ اعمال و اراده‌های شاه نیز با تأیید ایزدان است. هر چند وارونهٔ خدایان پیشین آنها رأساً دست به اقدامی نمی‌زنند.

### متن پارسی باستان سنگ‌نوشته DNa
| ۱  | /                                                                     |
| ۲  | /                                                                     |
| ۳  | /                                                                     |
| ۴  | 𐏁 · 𐎡 · 𐎹 · 𐎠 · 𐎫 · 𐎡 · 𐎶 · 𐎠 · 𐎭 · 𐎠 · 𐎶 · 𐎼 · 𐎫 · 𐎡 · 𐎹 · 𐏃 · 𐎹 · 𐎠 |
| ۵  | /                                                                     |
| ۶  | /                                                                     |
| ۷  | /                                                                     |
| ۸  | /                                                                     |
| ۹  | 𐎧 · 𐏁 · 𐎠 · 𐎹 · 𐎰 · 𐎡 · 𐎹 · 𐎧 · 𐏁 · 𐎠 · 𐎹 · 𐎰 · 𐎡 · 𐎹 · 𐎠 · 𐎴 · 𐎠 · 𐎶 |
| ۱۰ | /                                                                     |
| ۱۱ | /                                                                     |
| ۱۲ | < > /                                                                 |
| ۱۳ | /                                                                     |
| ۱۴ | /                                                                     |
| ۱۵ | []/                                                                   |
| ۱۶ | [ ]                                                                   |
| ۱۷ | [ ]                                                                   |
| ۱۸ | [ ]                                                                   |
| ۱۹ | []/                                                                   |
| ۲۰ | []/                                                                   |
| ۲۱ | [ ]                                                                   |
| ۲۲ | []/                                                                   |
| ۲۳ | []/                                                                   |
| ۲۴ | /                                                                     |
| ۲۵ | /                                                                     |
| ۲۶ | [ ] /                                                                 |
| ۲۷ | []                                                                    |
| ۲۸ | [ ]/                                                                  |
| ۲۹ | []/                                                                   |
| ۳۰ | /                                                                     |
| ۳۱ | [ ]/                                                                  |
| ۳۲ | [ ]                                                                   |
| ۳۳ | [ /                                                                   |
| ۳۴ | []                                                                    |
| ۳۵ | [] /                                                                  |
| ۳۶ | [ ]/                                                                  |
| ۳۷ | [ ]                                                                   |
| ۳۸ | [ ]/                                                                  |
| ۳۹ | [ ]                                                                   |
| ۴۰ | [] []                                                                 |
| ۴۱ | [] /                                                                  |
| ۴۲ | []                                                                    |
| ۴۳ | [] [][ ]                                                              |
| ۴۴ | [] /                                                                  |
| ۴۵ | /                                                                     |
| ۴۶ | [ ] /                                                                 |
| ۴۷ | /                                                                     |
| ۴۸ | [ ] /                                                                 |
| ۴۹ | /                                                                     |
| ۵۰ | <> /                                                                  |
| ۵۱ | [ ] /                                                                 |
| ۵۲ | [] /                                                                  |
| ۵۳ | /                                                                     |
| ۵۴ | /                                                                     |
| ۵۵ | 𐎠 · 𐎢 · 𐎼 · 𐎶 · 𐏀 · 𐎭 · 𐎠 · 𐎭 · 𐎭 · 𐎠 · 𐎬 · 𐎢 · 𐎺                     |
| ۵۶ | /                                                                     |
| ۵۷ | /                                                                     |
| ۵۸ | 𐎶 · 𐎠 · 𐎰 · 𐎭 · 𐎹 · 𐎱 · 𐎰 · 𐎡 · 𐎶                                     |
| ۵۹ | 𐎫 · 𐎹 · 𐎠 · 𐎶 · 𐎼 · 𐎠 · 𐎿 · 𐎫 · 𐎠 · 𐎶 · 𐎶 · 𐎠                         |
| ۶۰ | 𐎠 · 𐎺 · 𐎼 · 𐎭 · 𐎶 · 𐎠 · 𐎿 · 𐎫 · 𐎲 · 𐎺                                 |

### ترجمه پارسی متن سنگ‌نوشته DNa

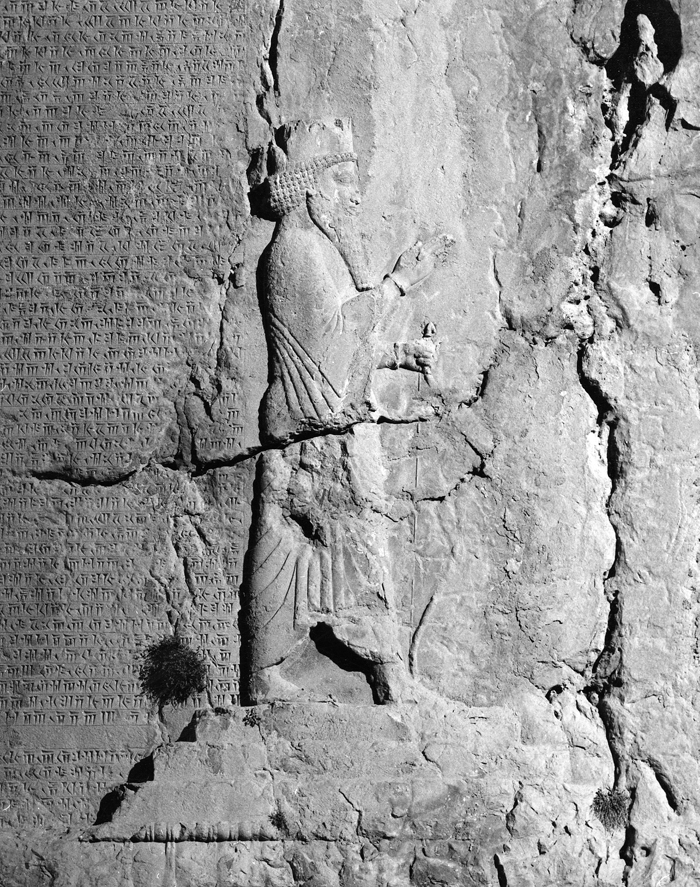
سنگ‌نوشتهٔ DNa

- بند ۱ - خدای بزرگ (است) اهورامزدا، که این زمین را آفرید، که آن آسمان را آفرید، که مردم را آفرید، که شادی مردم را آفرید، که داریوش را شاه کرد، یک شاه از بسیاری، یک فرماندار از بسیاری.[۷]
- بند ۲ - من داریوش شاهِ بزرگ، شاهِ شاهان، شاهِ کشورهای همه‌گونه مردم، شاه در این زمینِ بزرگِ و پهناور، پسرِ ویشتاسپَ، هخامنشی، پارسی، پسرِ پارسی، یک آریایی، دارای نژاد آریایی.»[۷]
- بند ۳ - داریوش شاه گوید: به خواست اهورامزدا این (است) کشورهائی که من جدا از پارس گرفتم. بر آن‌ها حکمرانی کردم. به من مالیات دادند. آنچه از طرف من به آن‌ها گفته شد آن را کردند. قانون من آن (است که) ایشان را نگاهداشت. ماد - خوزستان - پارت - هرات - بلخ - سغد - خوارزم - زرنگ – رخج - ث ت گوش گندار - هند - سکائیهای هوم نوش - سکائی‌های تیز خود - بابل - آشور - عربستان - مصر - ارمنستان - کپدوکیه - سارد - یونان - سکائی‌های ماوراء دریا - سکودر - یونانی‌های سپر روی سر - لیبیها - حبشی‌ها - اهالی مک - کارئی‌ها.[۷]
- بند ۴ - داریوش شاه گوید: اهورامزدا، چون این زمین را آشفته دید، پس از آن آن را به من ارزانی فرمود. مرا شاه کرد. من شاه هستم. به خواست اهورامزدا من آن را در جای خودش نشاندم. آنچه من به آن‌ها گفتم، چنان‌که میل من بود، آن را کردند. اگر فکر کنی که چند بود آن کشورهایی که داریوش شاه داشت پیکره‌ها راببین که تخت را می‌برند. آنگاه خواهی دانست، آنگاه به تو معلوم می‌شود، (که) نیزهٔ مردی پارسی دور رفته. آنگاه به تو معلوم می‌شود، (که) مردی پارسی خیلی دور از پارس جنگ کرده است.[۷]
- بند ۵ - داریوش شاه گوید: این که کرده شده آن همه را به خواست اهورامزدا کردم. اهورامزدا مرا یاری کرد تا هنگامی که کار را بکردم. اهورامزدا من و خاندان سلطنتی ام را و این کشور را از زیان محفوظ دارد! این را من از اهورامزدا درخواست می‌کنم. این را اهورامزدا به من بدهاد![۷]
- بند ۶ - ای مرد! فرمان اهورامزدا، آن به نظر تو ناپسند نیاید! راه راست را ترک منما! شورش مکن![۷]

## سنگ‌نوشته DNb
در سنگ‌نوشتهٔ DNb که در میان ستون‌های آرامگاه جای دارد، داریوش با صراحت بیشتری از خود و اهدافش می‌گوید. این نبشتهٔ داریوش، به‌صورت غریبی، شخص داریوش را در مرکز همهٔ اندیشه‌های سرزمینش قرار می‌دهد.

داریوش در این سنگ‌نوشته که ۱۲ بند دارد، پس از ستایش اهورامزدا، می‌گوید: 
به‌خواست اهورامزدا من چنینم که راستی را دوست دارم و بدی را دشمن!
دوست ندارم که توانا بر ناتوان، ستم کند یا بزرگی از زیردستی زور بشنود.
هر آنچه زیباست، من آن را دوست دارم!
من دوست و بَردهٔ دروغ نیستم! تندخو نیستم!

حتی وقتی خشم مرا فرا می‌گیرد، با اراده‌ام آن را فرومی‌نشانم.
به گفتهٔ خانم هایدماری کخ، چنین بیانیه‌ای از زبان یک شاه در سدهٔ ششم پیش از میلاد به معجزه می‌ماند.
داریوش در ادامهٔ سخنانش اشاره می‌کند که به هرکس فراخور کاری که کرده است، پاداش یا کیفر می‌دهد و از کسی که در حد توانش کار کند خشنود است. او از هوش بالا و توانایی‌های جسمی‌اش مانند توانایی اش در نبرد تن‌به‌تن، کاربرد هر دو دست و پا، سوارکاری، کشیدن کمان و نیزه‌زنی می‌گوید و تأکید می‌کند که نیزه‌زنی و کمانداری‌اش چه در حالت سواره و چه پیاده خوب است.
در دو بند پایانی، داریوش بی پروا رو به مردم کشورش می‌کند و از آن‌ها می‌خواهد که دریابند وی چگونه انسانی بوده و هنر و برتری‌اش چه بوده است و می‌گوید که مبادا آنچه به گوشتان رسید را دروغ و نادرست انگارید.

### متن پارسی باستان سنگ‌نوشته DNb
| ۱  | /                                                                                             |
| ۲  | [] /                                                                                          |
| ۳  | /                                                                                             |
| ۴  | /                                                                                             |
| ۵  | /!                                                                                            |
| ۶  | /                                                                                             |
| ۷  | [] /[]                                                                                        |
| ۸  | [] /                                                                                          |
| ۹  | !                                                                                             |
| ۱۰ | [] /                                                                                          |
| ۱۱ | 𐎷 · 𐎡 · 𐎰 · 𐎣 · 𐎼 · 𐎡 · 𐎹 · 𐎡 · 𐏁 · 𐎫 · 𐎹 · 𐎼 · 𐎠 · 𐎿 · 𐎫 · 𐎶 · 𐎠 · 𐎺 · 𐎶 · 𐎠 · 𐎶             |
| ۱۲ | [ ] /                                                                                         |
| ۱۳ | [ ] [] []/                                                                                    |
| ۱۴ | 𐎲 · 𐎺 · 𐎫 · 𐎡 · 𐎹 · 𐎭 · 𐎼 · 𐏁 · 𐎶 · 𐎭 · 𐎠 · 𐎼 · 𐎹 · 𐎠 · 𐎷 · 𐎡 · 𐎹 · 𐎶 · 𐎴 · 𐏃 · 𐎠             |
| ۱۵ | [ ] [] []                                                                                     |
| ۱۶ | []!/                                                                                          |
| ۱۷ | !/                                                                                            |
| ۱۸ | [] []/                                                                                        |
| ۱۹ | !                                                                                             |
| ۲۰ | /                                                                                             |
| ۲۱ | 𐎻 · 𐎡 · 𐎴 · 𐎠 · 𐎰 · 𐎹 · 𐎡 · 𐏁 · 𐎴 · 𐎡 · 𐎹 · 𐎳 · 𐎼 · 𐎰 · 𐎡 · 𐎹 · 𐎡 · 𐏁 · 𐎶 · 𐎼 · 𐎫 · 𐎡 · 𐎹     |
| ۲۲ | !                                                                                             |
| ۲۳ | /                                                                                             |
| ۲۴ | /                                                                                             |
| ۲۵ | ! /                                                                                           |
| ۲۶ | !! /                                                                                          |
| ۲۷ | [] /                                                                                          |
| ۲۸ | ! [] /                                                                                        |
| ۲۹ | [] /                                                                                          |
| ۳۰ | ! !! /!                                                                                       |
| ۳۱ | !! !!!                                                                                        |
| ۳۲ | [] !! [] /                                                                                    |
| ۳۳ | ! /[]!                                                                                        |
| ۳۴ | []! /!                                                                                        |
| ۳۵ | []!                                                                                           |
| ۳۶ | [] ! /                                                                                        |
| ۳۷ | 𐎢 · 𐎫 · 𐎠 · 𐎢 · 𐏁 · 𐎡 · 𐎲 · 𐎡 · 𐎹 · 𐎠 · 𐎢 · 𐎫 · 𐎠 · 𐎳 · 𐎼 · 𐎶 · 𐎠 · 𐎴 · 𐎠 · 𐎹 · 𐎠             |
| ۳۸ | ! /!                                                                                          |
| ۳۹ | 𐎺 · 𐎡 · 𐎴 · 𐎠 · 𐎷 · 𐎡 · 𐎹 · 𐏃 · 𐎷 · 𐎡 · 𐏂 · 𐎡 · 𐎹 · 𐎶 · 𐎹 · 𐎰 · 𐎠 · 𐎹 · 𐎮 · 𐎡 · 𐎹             |
| ۴۰ | ! /                                                                                           |
| ۴۱ | ! /                                                                                           |
| ۴۲ | []! /!                                                                                        |
| ۴۳ | 𐎠 · 𐎷 · 𐎡 · 𐎹 · 𐎢 · 𐎫 · 𐎠 · 𐎱 · 𐎿 · 𐎫 · 𐎡 · 𐏁 · 𐎢 · 𐎫 · 𐎠                                     |
| ۴۴ | []                                                                                            |
| ۴۵ | 𐎢 · 𐎫 · 𐎠 · 𐎱 · 𐎿 · 𐎫 · 𐎡 · 𐏁 · 𐎢 · 𐎫 · 𐎠 · 𐎠 · 𐎿 · 𐎲 · 𐎠 · 𐎼 · 𐎢 · 𐎫 · 𐎠 · 𐎢 · 𐎺 · 𐎴 · 𐎼 · 𐎠 |
| ۴۶ | [][ ] /                                                                                       |
| ۴۷ | [] /                                                                                          |
| ۴۸ | /                                                                                             |
| ۴۹ | 𐎫 · 𐎹 · 𐎠 · 𐎶 · 𐎠 · 𐎶 · 𐎠 · 𐎢 · 𐎼 · 𐎶 · 𐏀 · 𐎭 · 𐎠 · 𐎢 · 𐎱 · 𐎼 · 𐎡 · 𐎹 · 𐎴 · 𐎡 · 𐎹 · 𐎿 · 𐎹     |
| ۵۰ | ! []                                                                                          |
| ۵۱ | [] [ ]/                                                                                       |
| ۵۲ | []                                                                                            |
| ۵۳ | ! [] /                                                                                        |
| ۵۴ | ! [ ]/                                                                                        |
| ۵۵ | ! [ ]/[]                                                                                      |
| ۵۶ | ! [ ]                                                                                         |
| ۵۷ | [ ]                                                                                           |
| ۵۸ | [] [] [+++++] [ ++++++]/                                                                      |
| ۵۹ | <> [ ]                                                                                        |
| ۶۰ | [+++++++++++++++]                                                                             |

### ترجمه پارسی متن سنگ‌نوشته DNb
- بند ۱- خدای بزرگ (است) اهورامزدا، که این شکوهی را که دیده می‌شود آفریده، که شادی مردم را آفریده، که خرد و فعالیت را بر داریوش شاه فرو فرستاد.
- بند ۲- داریوش شاه گوید: به خواست اهورامزدا چنان کسی هستم که راستی را دوست هستم، بدی را دوست نیستم. نه مرا میل (است) که (شخص) ضعیف از طرف توانا (به او) بدی کرده شود. نه آن مرا میل (است) که (شخص) توانائی از طرف ضعیف (به او) بدی کرده شود.
- بند ۳- آنچه راست (است) آن میل من (است). مرد دروغگو را دوست نیستم. تندخو نیستم. آن چیزهایی را که هنگام خشم بر من وارد می‌شود سخت به اراده نگاه می‌دارم.
- بند ۴- سخت بر هوس خود فرمانروا هستم. مردی که همکاری می‌کند او را به جای همکاری (اش) همان‌طور او را پاداش می‌دهم. آن که زیان می‌رساند او را به جای زیان (اش) کیفر می‌دهم. نه مرا میل (است) که مردی زیان برساند. نه حتی مرا میل (است) که مردی زیان برساند. نه حتی مرا میل (است) اگر زیان برساند کیفر نه بیند.
- بند ۵- مردی آنچه علیه مردی بگوید آن مرا باور نیاید، تا هنگامی که سوگند هر دو را نشنوم.
- بند ۶- مردی آنچه برابر قوایش کند یا بجا آورد خشنود هستم و میلم (نسبت به او) بسیار (است) و نیک خشنود هستم.
- بند ۷- از چنین نوع (است) هوش و فرمانم چون آنچه را از طرف من کرده شده، چه در کاخ چه در اردوگاه، به بینی یا بشنوی، این فعالیت من است علاوه بر عقل و هوش.
- بند ۸- این (در واقع) فعالیت من (است). چونکه تن من توانائی دارد، در مصاف نبرد همآورد خوبی هستم. همینکه با گوش هوش درآورد گاه نگریسته شود، آنکه را نافرمان می‌بینم و آنکه را غیر نافرمان می‌بینم و آنکه را غیر نافرمان می‌بینم، آنگاه نخستین کسی هستم با هوش و فرمان و عمل، چون نافرمان و غیر نافرمان را می‌بینم، بیندیشم.
- بند ۹- ورزیده هستم، چه با هر دو دست چه با هر دو پا، هنگام سواری خوب سواری هستم. هنگام کشیدن کمان، چه پیاده چه سواره، خوب کمان کشی هستم. هنگام نیزه زنی، چه پیاده و چه سواره، خوب نیزه زنی هستم.
- بند ۱۰- و هنرهائی که اهورامزدا بر من فرو فرستاد، و توانستم آن‌ها را به کار برم، به خواست اهورامزدا، آنچه به وسیلهٔ من کرده شده با این هنرهایی که اهورامزدا بر من فرو فرستاد کردم.
- بند ۱۱- ای مرد! نیک آگاه‌ساز که (من) چه جور آدمی هستم و هنرمندیهایم از چه نوع و برتری ام از چه نوع (می‌باشد)! آنچه به گوش تو رسید برای تو دروغ ننماید! آنچه را که به تو دستور داده شده بشنو!
- بند ۱۲- ای مرد! آنچه به وسیلهٔ من کرده شده به تو دروغ نمایانده نشود! آنچه را نوشته شده بنگر! فرمانها از طرف تو نافرمانی نشود! کسی ناآزموده نشود! ای مرد! شاه ناچار نشود که کیفر دهد!

## سنگ‌نوشته DNf

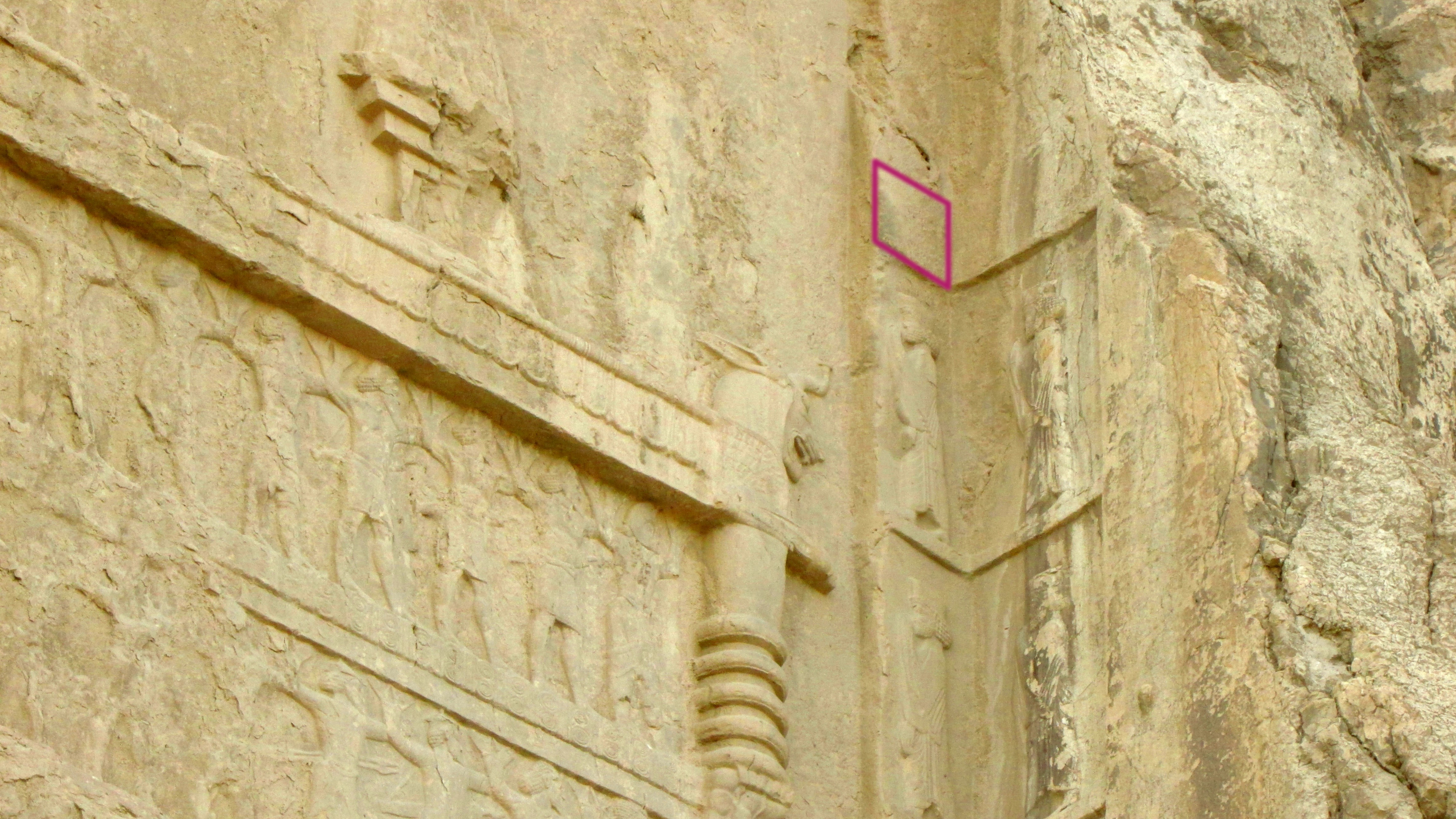
محل قرارگیری کتیبه DNf در آرامگاه داریوش دوم هخامنشی

سنگ‌نوشته DNf که ۲۵۰۰ سال در سایه و زیر جلبک‌ها و رسوبات پنهان مانده‌بود در بهمن ۱۳۹۷ توسط مجتبی دورودی کشف و ثبت شد. به گفته واوتر هنکلمن باستان‌شناس بین‌المللی کشف این کتیبه اهمیت زیادی در حوزه پژوهش‌های ایران باستان و زبان‌شناسی باستان داشته و در ۵۰ سال اخیر بی‌سابقه است.